# Tebbs Lloyd Johnson
Tebbs Lloyd Johnson, właśc. Terence Lloyd Johnson (ur. 7 kwietnia 1900 w Melton Mowbray, zm. 26 grudnia 1984 w Coventry) – brytyjski lekkoatleta (chodziarz), medalista olimpijski z 1948.

## Kariera sportowa
W okresie międzywojennym był mistrzem Wielkiej Brytanii (RWA) w chodzie na 20 mil w 1927, 1931 i 1934 oraz w chodzie na 50 kilometrów w 1931 i 1934. W 1936 pokonał w tych zawodach na dystansie 50 kilometrów przyszłego mistrza olimpijskiego Harolda Whitlocka o 4 sekundy, jednak został zdyskwalifikowany za podbieganie na ostatnich metrach. Na igrzyskach olimpijskich w 1936 w Berlinie zajął w tej konkurencji dopiero 17. miejsce, tracąc do zwycięzcy Whitlocka ponad 24 minuty.
Na igrzyskach olimpijskich w 1948 w Londynie zdobył brązowy medal w chodzie na 50 kilometrów, za Johnem Ljunggrenem ze Szwecji i Gastonem Godelem ze Szwajcarii. Miał wówczas 48 lat.
W 1949 po raz trzeci zdobył mistrzostwo Wielkiej Brytanii (RWA) w chodzie na 50 kilometrów. Kontynuował starty w zawodach chodu sportowego do 70. roku życia.